# 拉德任

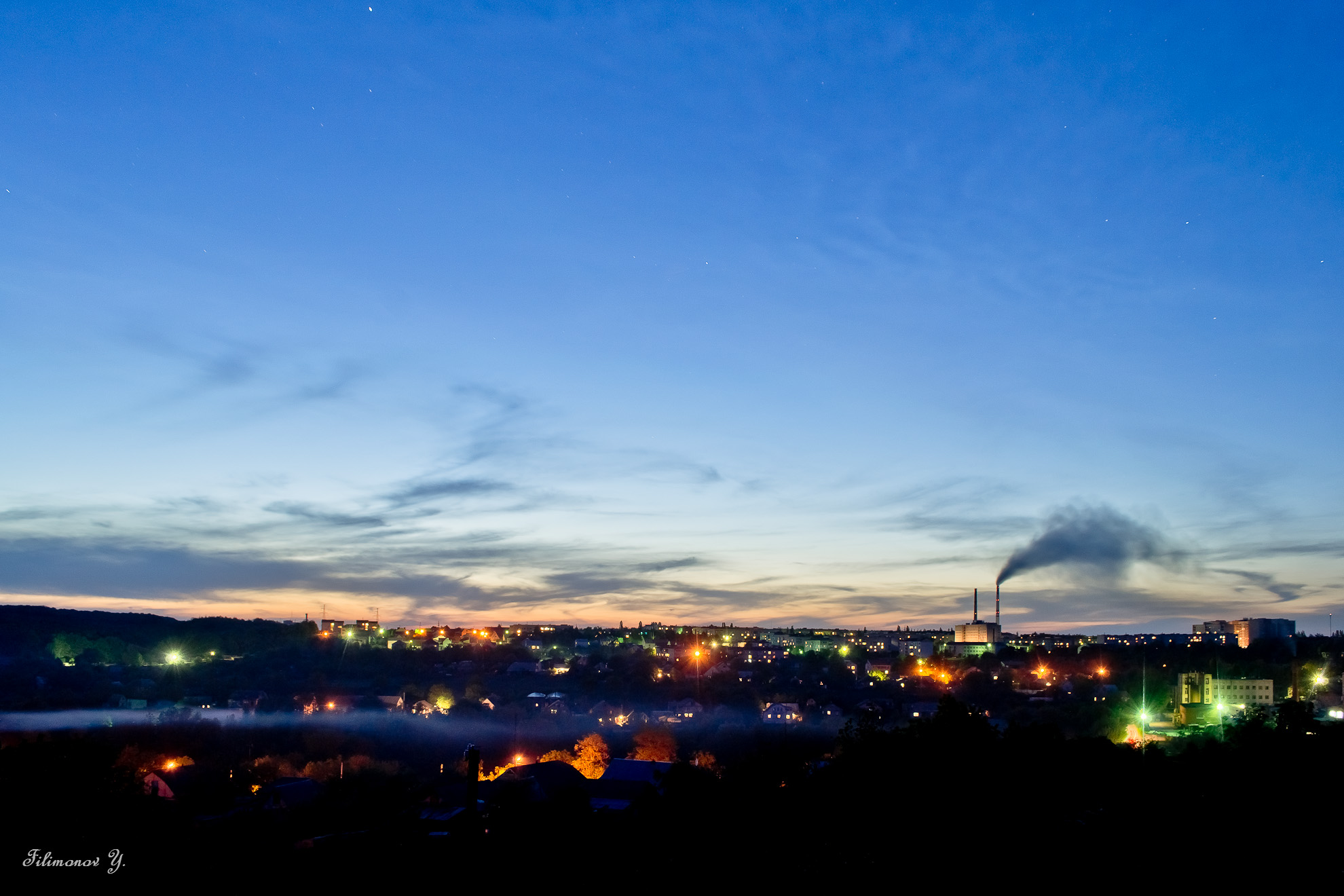
拉德任天际线

拉德任（羅馬化：Ladyzhyn）是烏克蘭西部文尼察州海辛區拉德任市镇内的城市及行政中心。位於南布格河右岸，距離州首府文尼察約83公里，面積9平方公里，海拔高度174米，2011年人口24,033。